# Halcyon badia
Il martin pescatore dal dorso cioccolata (Halcyon badia J. Verreaux & E. Verreaux, 1851) è un uccello della famiglia Alcedinidae, che si trova nell'Africa sub-sahariana occidentale.